# Amal Knight
Amal Knight (sinh ngày 19 tháng 11 năm 1993) là một cầu thủ bóng đá người Jamaica thi đấu cho UWI, ở vị trí thủ môn.

## Sự nghiệp
Anh từng thi đấu bóng đá cho UWI.
Anh ra mắt quốc tế cho Jamaica năm 2018.